# Baby motor
L'Alfaro Baby motor va ser una de les primeres realitzacions que va dur a terme Heraclio Alfaro Fournier en la seva recerca de reduir el pes dels motors d'aviació.

## Història
Sobre l'any 1930 i mentre cercava la manera de reduir el pes per CV dels motors d'aviació, l'enginyer Alfaro, en la seva empresa Aircraft Engine & Developement Co. Inc. (Companyia de Motors d'Aviació i Desenvolupament), va dissenyar aquest motor, que representava un gran avenç, ja que presentava una relació pes-potència molt elevada.
Malauradament, hi ha poca documentació que faci referència a aquest motor.